# 15ª edizione dei Critics' Choice Awards
La 15ª edizione dei Critics' Choice Movie Awards si è tenuta il 15 gennaio 2010 all'Hollywood Palladium ed è stata presentata da Kristin Chenoweth.

## Premi e candidature

### Miglior film
- The Hurt Locker, regia di Kathryn Bigelow
- Avatar, regia di James Cameron
- An Education, regia di Lone Scherfig
- Bastardi senza gloria (Inglourious Basterds), regia di Quentin Tarantino
- Invictus - L'invincibile (Invictus), regia di Clint Eastwood
- Nine, regia di Rob Marshall
- Precious, regia di Lee Daniels
- A Serious Man, regia di Joel ed Ethan Coen
- Up, regia di Pete Docter e Bob Peterson
- Tra le nuvole (Up in the Air), regia di Jason Reitman

### Miglior attore
- Jeff Bridges - Crazy Heart
- George Clooney - Tra le nuvole (Up in the Air)
- Colin Firth - A Single Man
- Morgan Freeman - Invictus - L'invincibile (Invictus)
- Viggo Mortensen - The Road
- Jeremy Renner - The Hurt Locker

### Miglior attrice
- Meryl Streep - Julie & Julia (ex aequo)
- Sandra Bullock - The Blind Side    (ex aequo)
- Emily Blunt - The Young Victoria
- Carey Mulligan - An Education
- Saoirse Ronan - Amabili resti (The Lovely Bones)
- Gabourey Sidibe - Precious

### Miglior attore non protagonista
- Christoph Waltz - Bastardi senza gloria (Inglourious Basterds)
- Matt Damon - Invictus - L'invincibile (Invictus)
- Woody Harrelson - Oltre le regole - The Messenger (The Messenger)
- Christian McKay - Me and Orson Welles
- Alfred Molina - An Education
- Stanley Tucci - Amabili resti (The Lovely Bones)

### Miglior attrice non protagonista
- Mo'Nique - Precious
- Marion Cotillard - Nine
- Vera Farmiga - Tra le nuvole (Up in the Air)
- Anna Kendrick - Tra le nuvole (Up in the Air)
- Julianne Moore - A Single Man
- Samantha Morton - Oltre le regole - The Messenger (The Messenger)

### Miglior giovane interprete
- Saoirse Ronan - Amabili resti (The Lovely Bones)
- Jae Head - The Blind Side
- Bailee Madison - Brothers
- Max Records - Nel paese delle creature selvagge (Where the Wild Things Are)
- Kodi Smit-McPhee - The Road

### Miglior cast corale
- Bastardi senza gloria (Inglourious Basterds)
- Nine
- Precious
- Star Trek
- Tra le nuvole (Up in the Air)

### Miglior regista
- Kathryn Bigelow - The Hurt Locker
- James Cameron - Avatar
- Lee Daniels - Precious
- Clint Eastwood - Invictus - L'invincibile (Invictus)
- Jason Reitman - Tra le nuvole (Up in the Air)
- Quentin Tarantino - Bastardi senza gloria (Inglourious Basterds)

### Migliore sceneggiatura originale
- Quentin Tarantino - Bastardi senza gloria (Inglourious Basterds)
- Mark Boal - The Hurt Locker
- Joel ed Ethan Coen - A Serious Man
- Scott Neustadter e Michael H. Weber - (500) giorni insieme ((500) Days of Summer)
- Bob Peterson e Pete Docter - Up

### |Migliore sceneggiatura non originale
- Jason Reitman e Sheldon Turner - Tra le nuvole (Up in the Air)
- Wes Anderson e Noah Baumbach - Fantastic Mr. Fox
- Neill Blomkamp e Terri Tatchell - District 9
- Geoffrey Fletcher - Precious
- Tom Ford e David Scearce - A Single Man
- Nick Hornby - An Education

### Miglior fotografia
- Avatar, regia di James Cameron
- The Hurt Locker, regia di Kathryn Bigelow
- Nine, regia di Rob Marshall
- Amabili resti (The Lovely Bones), regia di Peter Jackson
- Bastardi senza gloria (Inglourious Basterds), regia di Quentin Tarantino

### Miglior scenografia
- Avatar, regia di James Cameron
- A Single Man, regia di Tom Ford
- Nine, regia di Rob Marshall
- Amabili resti (The Lovely Bones), regia di Peter Jackson
- Bastardi senza gloria (Inglourious Basterds), regia di Quentin Tarantino

### Miglior montaggio
- Avatar, regia di James Cameron
- Tra le nuvole (Up in the Air), regia di Jason Reitman
- Bastardi senza gloria (Inglourious Basterds), regia di Quentin Tarantino
- The Hurt Locker, regia di Kathryn Bigelow
- Nine, regia di Rob Marshall

### Migliori costumi
- The Young Victoria, regia di Jean-Marc Vallée
- Nine, regia di Rob Marshall
- Bright Star, regia di Jane Campion
- Bastardi senza gloria (Inglourious Basterds), regia di Quentin Tarantino
- Nel paese delle creature selvagge (Where the Wild Things Are, regia di Spike Jonze

### Miglior trucco
- District 9, regia di Neill Blomkamp
- Avatar, regia di James Cameron
- Nine, regia di Rob Marshall
- The Road, regia di John Hillcoat
- Star Trek, regia di J. J. Abrams

### Migliori effetti visivi
- Avatar, regia di James Cameron
- District 9, regia di Neill Blomkamp
- Amabili resti (The Lovely Bones), regia di Peter Jackson
- Star Trek, regia di J. J. Abrams
- 2012, regia di Roland Emmerich

### Miglior sonoro
- Avatar, regia di James Cameron
- District 9, regia di Neill Blomkamp
- The Hurt Locker, regia di Kathryn Bigelow
- Nine, regia di Rob Marshall
- Star Trek, regia di J. J. Abrams

### Miglior film d'animazione
- Up, regia di Pete Docter e Bob Peterson
- Piovono polpette (Cloudy with a Chance of Meatballs), regia di Phil Lord e Chris Miller
- Coraline e la porta magica (Coraline), regia di Henry Selick
- Fantastic Mr. Fox, regia di Wes Anderson
- La principessa e il ranocchio (The Princess and the Frog), regia di Ron Clements e John Musker

### Miglior film d'azione
- Avatar, regia di James Cameron
- District 9, regia di Neill Blomkamp
- The Hurt Locker, regia di Kathryn Bigelow
- Bastardi senza gloria (Inglourious Basterds), regia di Quentin Tarantino
- Star Trek, regia di J. J. Abrams

### Miglior film commedia
- Una notte da leoni (The Hangover), regia di Todd Phillips
- (500) giorni insieme ((500) Days of Summer), regia di Marc Webb
- È complicato (It's Complicated), regia di Nancy Meyers
- Ricatto d'amore (The Proposal), regia di Anne Fletcher
- Benvenuti a Zombieland (Zombieland), regia di Ruben Fleischer

### Miglior film per la televisione
- Grey Gardens - Dive per sempre (Grey Gardens), regia di Michael Sucsy
- Gifted Hands - Il dono (Gifted Hands: The Ben Carson Story), regia di Thomas Carter
- Into the Storm - La guerra di Churchill (Into the Storm), regia di Thaddeus O'Sullivan
- Taking Chance - Il ritorno di un eroe (Taking Chance), regia di Ross Katz

### Miglior film straniero
- Gli abbracci spezzati (Los abrazos rotos), regia di Pedro Almodóvar • Spagna
- Coco avant Chanel - L'amore prima del mito (Coco avant Chanel), regia di Anne Fontaine • Francia/Belgio
- La battaglia dei tre regni (Chi bi), regia di John Woo • Cina
- Sin nombre, regia di Cary Fukunaga • Messico/USA
- Il nastro bianco (Das weiße Band - Eine deutsche Kindergeschichte), regia di Michael Haneke • Austria, Germania, Francia, Italia

### Miglior film documentario
- The Cove - La baia dove muoiono i delfini (The Cove), regia di Louie Psihoyos
- Anvil! The Story of Anvil, regia di Sacha Gervasi
- Capitalism: A Love Story, regia di Michael Moore
- Food, Inc., regia di Robert Kenner
- Michael Jackson's This Is It, regia di Kenny Ortega e Michael Jackson

### Miglior canzone
- The Weary Kind, musica e parole di Ryan Bingham e T-Bone Burnett - Crazy Heart
- All Is Love, musica e parole di Karen O and the Kids - Nel paese delle creature selvagge (Where the Wild Things Are)
- Almost There, musica e parole di Randy Newman - La principessa e il ranocchio (The Princess and the Frog)
- Cinema Italiano, musica e parole di Maury Yeston - Nine
- (I Want to) Come Home, musica e parole di Paul McCartney - Stanno tutti bene - Everybody's Fine (Everybody's Fine)

### Migliore colonna sonora
- Michael Giacchino - Up
- Marvin Hamlisch - The Informant!
- Randy Newman - La principessa e il ranocchio (The Princess and the Frog),
- Karen O e Carter Burwell - Nel paese delle creature selvagge (Where the Wild Things Are)
- Hans Zimmer - Sherlock Holmes